# Sunda-Koboldmaki
Der Sunda-Koboldmaki (Cephalopachus bancanus, Syn.: Tarsius bancanus) ist eine Primatenart aus der Gruppe der Koboldmakis. Er lebt auf Sumatra, Borneo und vorgelagerten Inseln.

## Merkmale
Sunda-Koboldmakis erreichen eine Kopfrumpflänge von rund 13 Zentimetern, der Schwanz wird 18 bis 21 Zentimeter lang, sie zählen damit zu den größeren Vertretern der Koboldmakis. Ihr Gewicht beträgt 100 bis 140 Gramm. Ihr kurzes, dichtes Fell ist bei den Tieren auf Sumatra gelbbraun und bei den Tieren auf Borneo rotbraun gefärbt. Wie bei allen Koboldmakis sind die Hinterbeine und die Fußwurzel verlängert. Auch die Finger und Zehen sind verlängert und enden in rundlichen Fingerballen. Der Kopf ist wie bei allen Koboldmakis durch die großen Augen charakterisiert, die großen Ohren sind nahezu unbehaart und die Zähne zugespitzt.

## Verbreitung und Lebensraum

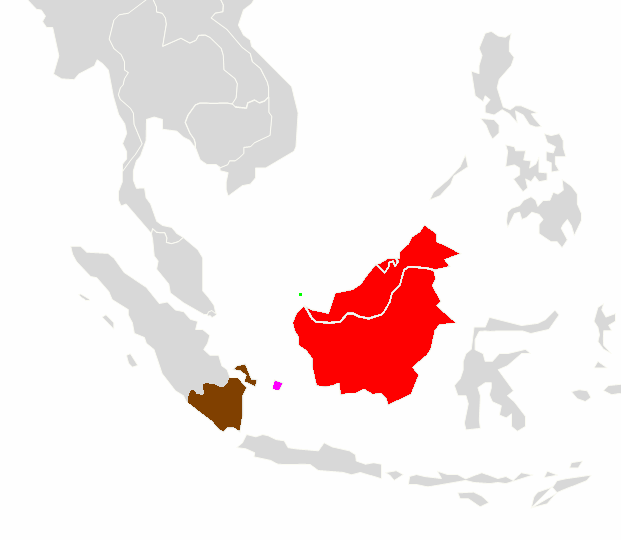
Verbreitungsgebiet laut IUCN

Sunda-Koboldmakis bewohnen den Südosten von Sumatra, die Insel Borneo und einige kleinere, vorgelagerte Inseln wie Bangka (von der sich ihr wissenschaftlicher Name ableitet), Belitung und die Natuna-Inseln. Lebensraum dieser Art sind vorrangig Wälder, insbesondere tropische Regenwälder. Sie leben aber auch in Bambusdickichten und manchmal sogar in Plantagen und Gärten. Meist sind sie unter 100 Metern Seehöhe zu finden.

## Lebensweise
Sunda-Koboldmakis sind nachtaktive Baumbewohner. Tagsüber schlafen sie in dichter Vegetation oder in Baumhöhlen, in der Nacht begeben sie sich auf Nahrungssuche. Dabei bewegen sie sich senkrecht kletternd und springend fort, bei Sprüngen können sie Distanzen über 2 Meter überwinden. Meist halten sie sich in den niedrigen Baumregionen auf und kommen selten über 2 Meter Höhe.
Es sind territoriale Tiere, die ihre Reviere mit Urin oder Drüsensekreten markieren. Die Reviere umfassen rund 1 bis 3 Hektar, die der Männchen sind größer als die der Weibchen. Die Territorien der Männchen überlappen einander nicht, ebenso wenig die der Weibchen. Hingegen überschneiden sich Männchen- und Weibchenreviere teilweise, sind aber nie deckungsgleich. Im Gegensatz zu anderen Koboldmakis gehen Sunda-Koboldmakis einzeln auf Nahrungssuche und schlafen auch allein.
Es sind sehr vokale Tiere. Ihre Schreie erklingen vorwiegend am Abend und am Morgen vor dem Schlafen, diese dienen vermutlich der Markierung ihres Reviers.

## Nahrung
Sunda-Koboldmakis sind wie alle Koboldmakis reine Fleischfresser. Hauptnahrung sind Insekten, insbesondere Springschrecken und Käfer. Daneben fressen sie auch kleine Wirbeltiere wie Fledertiere, Schlangen und Vögel.

## Fortpflanzung
Nach einer rund sechsmonatigen Tragzeit bringt das Weibchen meist ein einzelnes Jungtier zur Welt. Dieses ist bei der Geburt sehr groß (rund 25 Gramm) und gut entwickelt. Nach rund 80 Tagen wird es entwöhnt und mit einem Jahr geschlechtsreif. In Gefangenschaft können sie über 16 Jahre alt werden.

## Gefährdung
Hauptbedrohung für den Sunda-Koboldmaki ist die Zerstörung seines Lebensraumes, insbesondere durch die Errichtung von Palmöl-Plantagen. Er wird auch bejagt und als Heimtier gehalten. Die IUCN listet die Art als gefährdet (vulnerable).
In Europa wird die Art nicht mehr gepflegt, ehemaliger Halter ist der Zoo Rotterdam.

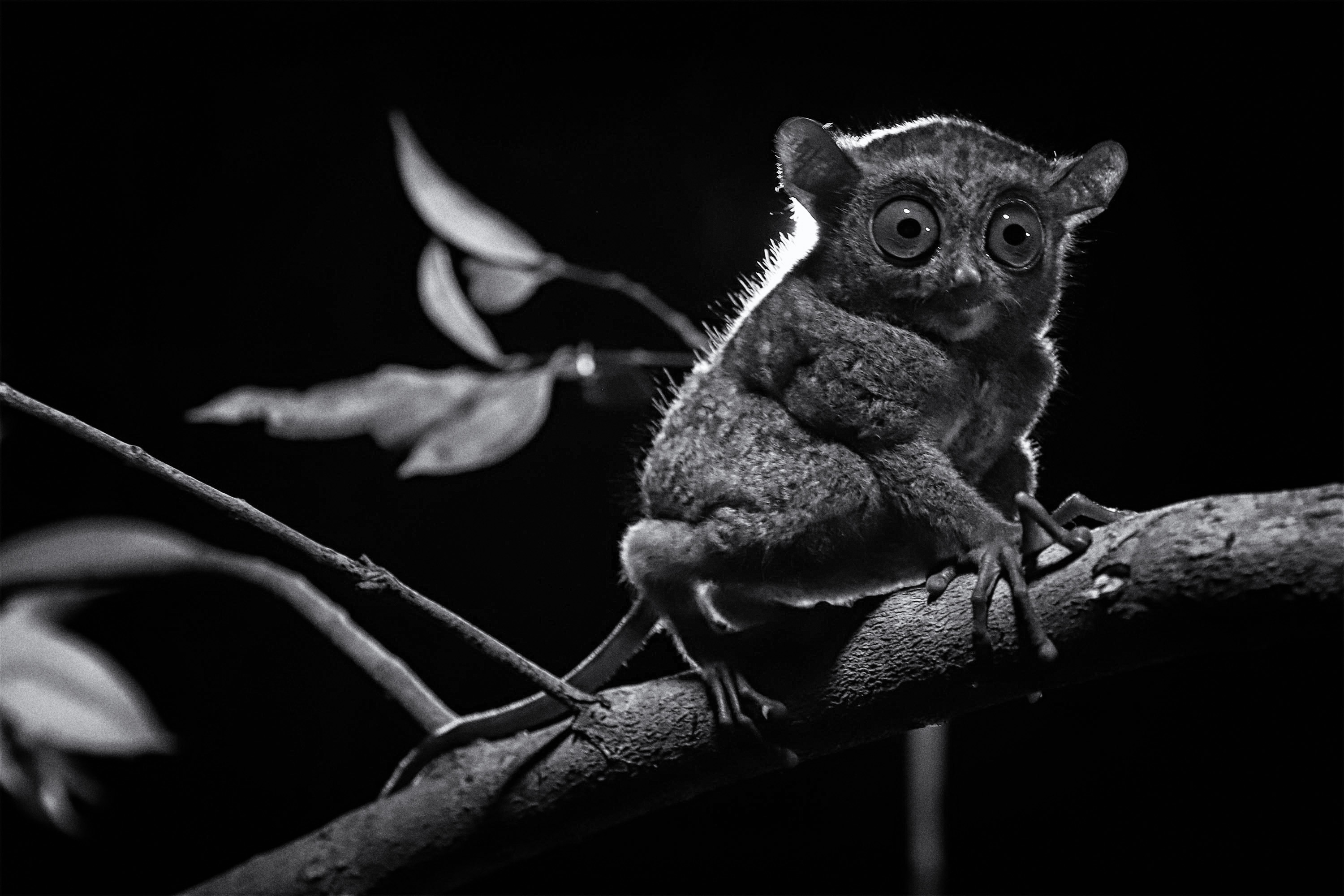
C. b. saltator

## Systematik
Es werden mehrere Unterarten unterschieden, deren taxonomischer Status nicht immer eindeutig ist. Die Nominatform Cephalopachus bancanus bancanus lebt auf Sumatra und Bangka (auf Karte braun markiert), die Unterart C. b. borneanus auf Borneo (rot) und C. b. saltator (violett) auf Belitung. Die Population auf den Natuna-Inseln gilt manchmal als eigene Unterart C. b. natunensis (grün), manchmal wird sie der borneanischen Unterart zugerechnet.